# Федеральный закон № 34 (О цифровых правах)
Федеральный закон от 18 марта 2019 г. N 34-ФЗ «О внесении изменений в части первую, вторую и статью 1124 части третьей Гражданского кодекса Российской Федерации» — нормативный акт, создающий основу для регулирования отношений в цифровой экономике России. Закон вступил в силу 1 октября 2019 года.

## Основные положения
Как пояснил один из авторов законопроекта Павел Крашенинников, фактически новые цифровых объекты «создаются и используются — и в России и за рубежом, но российским законодательством напрямую не регламентируются, поэтому лица, приобретающие такие объекты, а также их кредиторы и наследники могут оказаться без правовой защиты».
Новый закон приравняют цифровую форм сделки (то есть, выражение гражданином своей воли с помощью электронных или других аналогичных технических средств) к письменной. Документ регулирует смарт-контракты — так называемые «быстрые сделки», которые можно максимально оперативно заключить в интернете (при этом особо оговариваются особенности волеизъявления через использование кнопки/клавиши «ОК»).
В главу 6 части первой Гражданского кодекса РФ добавлена ключевая статья  1411 «Цифровые права», которая и содержит основный корпус новых дефиниций. П. 1 статьи признаёт цифровыми правами «названные в таком качестве в законе обязательственные и иные права, содержание и условия осуществления которых определяются в соответствии с правилами информационной системы, отвечающей установленным законом признакам. Осуществление, распоряжение, в том числе передача, залог, обременение цифрового права другими способами или ограничение распоряжения цифровым правом возможны только в информационной системе без обращения к третьему лицу». Иными словами, как поясняют юристы, «речь идет о совокупности электронных данных,  удостоверяющей права на такие объекты гражданских прав, как вещи, иное имущество, результаты работ, оказание услуг и исключительные права. При этом оборот «цифровых прав» происходит только посредством внесения записей в информационную систему.
Закон дополняет ГК правилом, в соответствии с которым сделка может предусматривать исполнение сторонами обязательств при наступлении определенных обстоятельств непосредственно путем применения информационных технологий. Иными словами, в этих случаях информационная система производит исполнение  сама. В результате лицо, покупающее тот или иной виртуальный объект, при наступлении указанных в соглашении обстоятельств получает его автоматически. При этом у продавца списывается цифровое право, а у покупателя — деньги.

## История
Вопросам развития цифровых технологий, услуг и платформ в последние годы уделяло много внимания высшее руководство России. Эта тема заняла значительное место в Послании Президента Федеральному Собранию 1 марта 2018 года. Работа над законопроектом оказалась весьма многоступенчатой, что подчеркивает важность и серьезность поставленных главой государства задач в этом направлении. Проект закона дважды получал отрицательное заключение со стороны Совета при Президенте РФ по кодификации и совершенствованию гражданского законодательства. В первый раз, в ноябре 2018 года; проект поступил от АП РФ), второй раз, в январе 2019 года — от группы депутатов Госдумы во главе с Павлом Крашенинниковым. По словам юристов — членов Совета, вопросы вызвали, прежде всего, предложенные депутатами в проекте формулировки понятия «уникального цифрового кода» и процедуры перехода прав. Кроме того, вопросы у членов Совета вызвало слишком широкое определение цифровых прав.
В мартовском законопроекте замечания юристов были учтены; одно из существенных изменений — исключение из документа понятия «цифровые деньги». Иными словами, криптовалюты пока не получили полноценной легальности в гражданском законодательстве.

## Перспективы
Федеральный закон определяет лишь базовые позиции для регулирования отношений цифровой экономики. Павел Крашенинников особо отметил, что «технологические вопросы» в ГК не затрагиваются, потому что для этого примут другие «специальные акты». «Технология здесь в принципе не должна быть, – подчеркнул депутат. – У нас здесь все-таки Гражданский кодекс». Иными словами, предстоит сделать еще целый ряд нормотворческих шагов в этом направлении — впрочем, инициатива здесь должна исходить от органов исполнительной власти. В парламенте ожидают от профильных министерств еще двадцать законопроектов в сфере цифровой экономики.